# 미나기촌
미나기촌(三奈木村)은 후쿠오카현 아사쿠라군에 있던 촌이다. 현재의 아사쿠라시의 일부에 해당한다.